# Eschbronn
Eschbronn ist eine Gemeinde im baden-württembergischen Landkreis Rottweil in Deutschland.

## Geographie
Eschbronn liegt am Ostrand des mittleren Schwarzwaldes.

### Nachbargemeinden
Die Gemeinde grenzt im Norden an Schramberg, im Osten an Dunningen, im Süden an Zimmern ob Rottweil und Königsfeld (Schwarzwald-Baar-Kreis) sowie im Westen an die Gemeinde Hardt.

### Gemeindegliederung
Die Gemeinde Eschbronn besteht aus den ehemaligen Gemeinden Locherhof und Mariazell. Zur ehemaligen Gemeinde Locherhof gehören das Dorf Locherhof und der Wohnplatz Geigenberg. Zur ehemaligen Gemeinde Mariazell gehören das Dorf Mariazell, die Weiler Rotsee (mit Mariazell zusammengewachsen), Teufen und Untere Mühlbauern und die Höfe Alte Ziegelhütte, Berken, Burschachen, Gaisfurt, Harzwald, Hirschbühl, Kohlholz, Lehen und Maden.

## Geschichte

### Gemeindefusion
Am 1. Dezember 1972 ist im Zuge der Gebietsreform in Baden-Württemberg aus den bis dahin selbständigen Gemeinden Locherhof und Mariazell die neue Gemeinde Eschbronn gebildet worden. Beide Gemeinden können auf eine weit zurück reichende Geschichte blicken.

### Locherhof
1326 wurde Locherhof im Zusammenhang einer rechtlichen Auseinandersetzung um den Affolterbachhof, Lehen des Klosters Rottenmünster, in rechtlicher Zugehörigkeit seiner Waid zu Locherhof erwähnt. Der Standort des Affolterbachhofs ist unbekannt.
Der namensgebende Locherhof selbst taucht urkundlich erst im 15. Jahrhundert auf. Er stand am heutigen Ortsrand von Locherhof in Richtung Oberlochenhof. Das Kloster Rottenmünster verfügte über die Steuer- und Wehrhoheit. Seit 1591 unterstand Locherhof dem Niedergerichtsbezirk Buchenberg. Bis 1775 bestand Locherhof nur aus zwei Höfen, dem Oberen und dem Unteren Hof, der 1748 abgebrochen und als Mittlerer Hof auf dem Tischneck in Hardt wieder aufgebaut wurde. An dessen Stelle wurde der Deisenhof – Schönbronnerstr. 113 – erbaut. Erst jetzt wurde im Zuge einer Teilung ein weiterer Hof errichtet. Dann entstanden immer mehr Gebäude, so dass es Anfang des 19. Jahrhunderts in Locherhof bereits 50 Wohnhäuser gab.
Ab 1803 ging Locherhof vollständig an Württemberg über. Im Jahr der Gründung des Königreichs Württemberg 1806 wurde das Dorf eine rechtlich eigenständige Gemeinde (mit damals 40 Häusern und 32 Einwohnern). Ab 1808 gehörte Locherhof zum Oberamt Rottweil.
Vor der Zuwanderung, die durch das Einverständnis der Klosterherrschaft Rottenmünster erfolgte, stieg der Anteil der evangelischen Bevölkerung an. Daher löste sich der Ort von der Pfarrei Dunningen und wurde der evangelischen Pfarrei Weiler zugewiesen. 1851 wurde die Pfarrei Schönbronn gegründet und die Locherhofer wurden dieser unterstellt. 1959 wurde die evangelische Kirche und das Pfarrhaus errichtet.
Bei der Kreisreform während der NS-Zeit in Württemberg gelangte Locherhof 1938 zum Landkreis Rottweil.
Schon seit 1939 gab es eine neuapostolische Gemeinschaft, die 1960 ein eigenes Gebetshaus errichtete und 1979 vergrößert wurde.

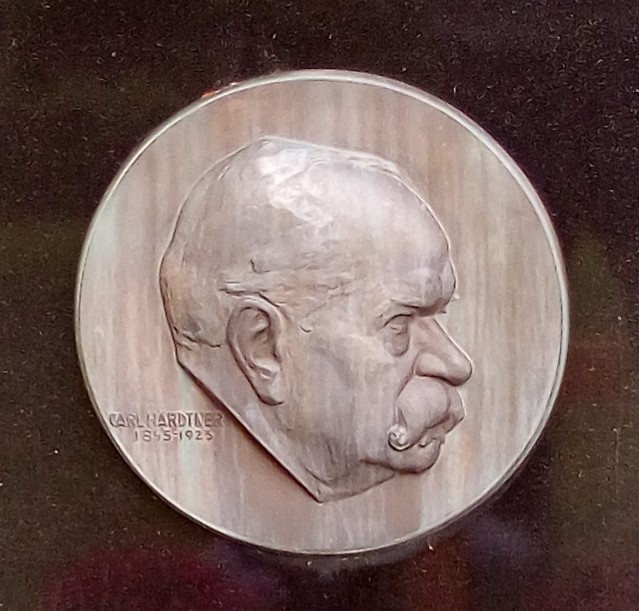
Detail der Grabstele in Locherhof Silberschmuckfabrikant Carl Härdtner 1845–1923

Erkennbare Spuren der Industrialisierung hinterließ die 1873 gegründete Silberwarenfabrik des Fabrikanten Carl Härdtner mit dem alten und neueren Fabrikgebäude. Zunächst war lediglich geplant, den Locherhofer Einwohnern Heimarbeit aus der Schmuckindustriestadt Pforzheim zu beschaffen. Als dies scheiterte, gewann Carl Härdtner einen Techniker aus Pforzheim, der im ehemaligen Schulhaus Kräfte anlernte. In der Küche der Lehrerwohnung wurde Silber legiert und geschmolzen. Filialen entstanden in Dunningen, Stetten, und Hochmössingen. Der Hauptsitz der Firma wurde 1891 nach Pforzheim verlegt.

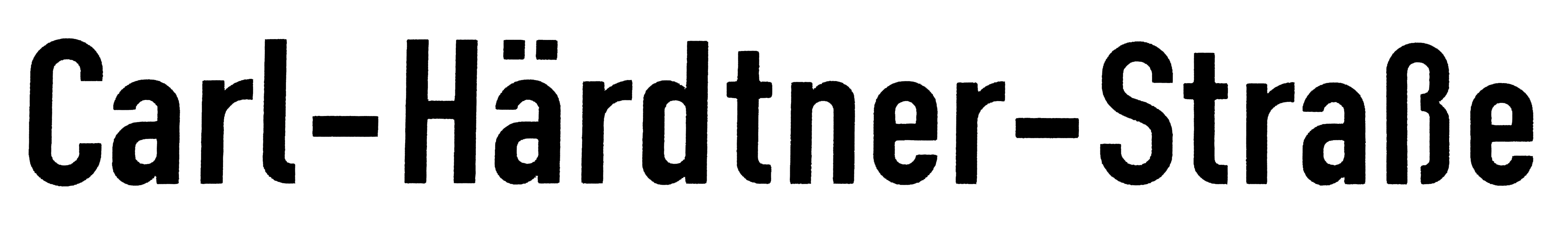
Carl-Härdtner-Straße Eschbronn-Locherhof

Das Grundstück des Friedhofs Locherhof, auf dem Carl Härdtner und seine Familienangehörigen beigesetzt sind, sowie das neu erbaute Gemeindehaus sind Schenkungen des Fabrikanten. Auch die evangelische Kirchengemeinde wurde bedacht. Sie erhielt ein Grundstück für den Bau einer neuen Kirche und Gelder für einen geplanten, aber nicht durchgeführten Kirchenbau. Die Carl Härdtner KG ist auch heute noch mit der Herstellung und dem Einzelhandel von Schmuckwaren (Ketten- und Bijouterie) in Silber in Pforzheim tätig.

### Mariazell

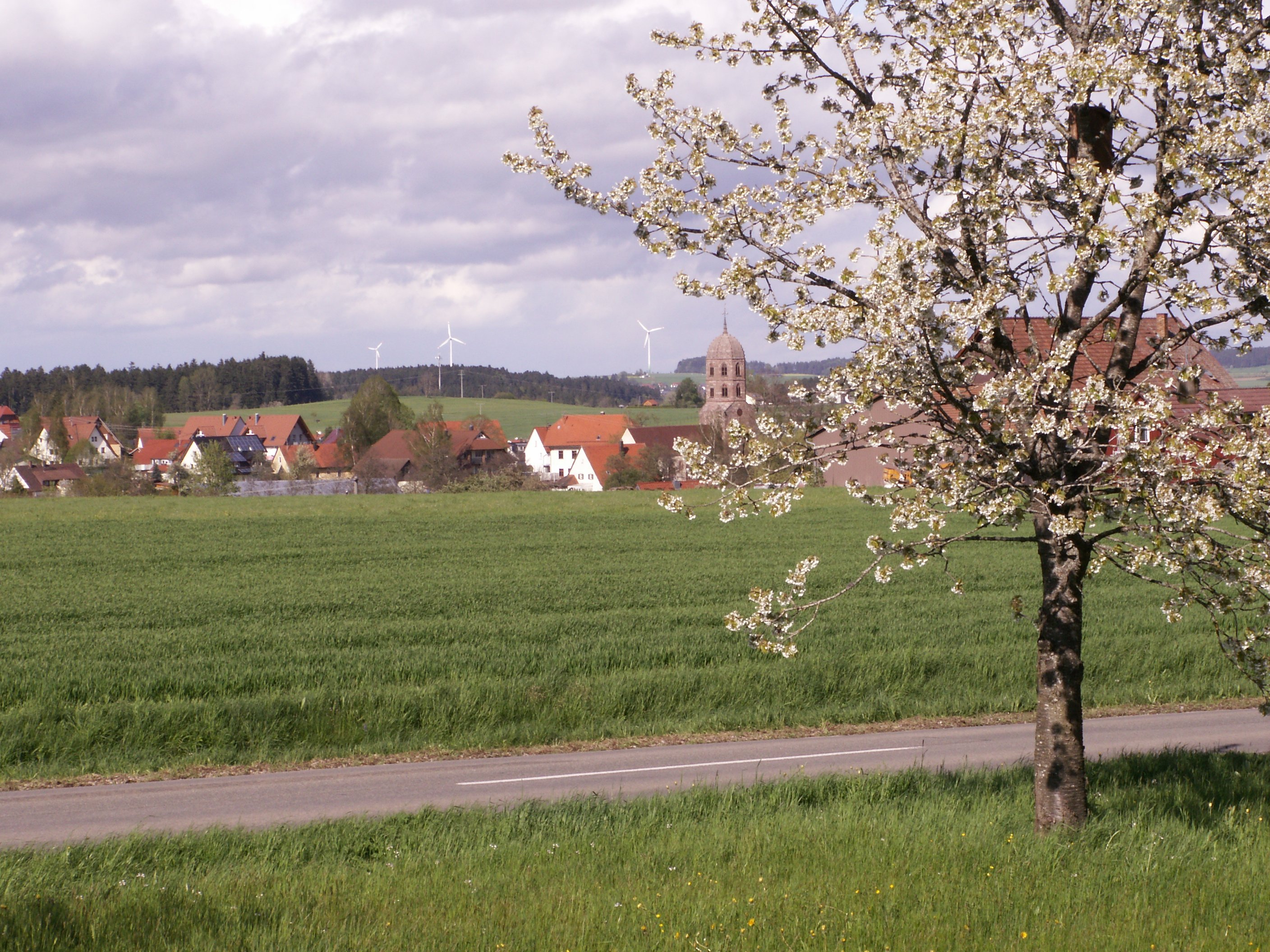
Mariazell im Schwarzwald

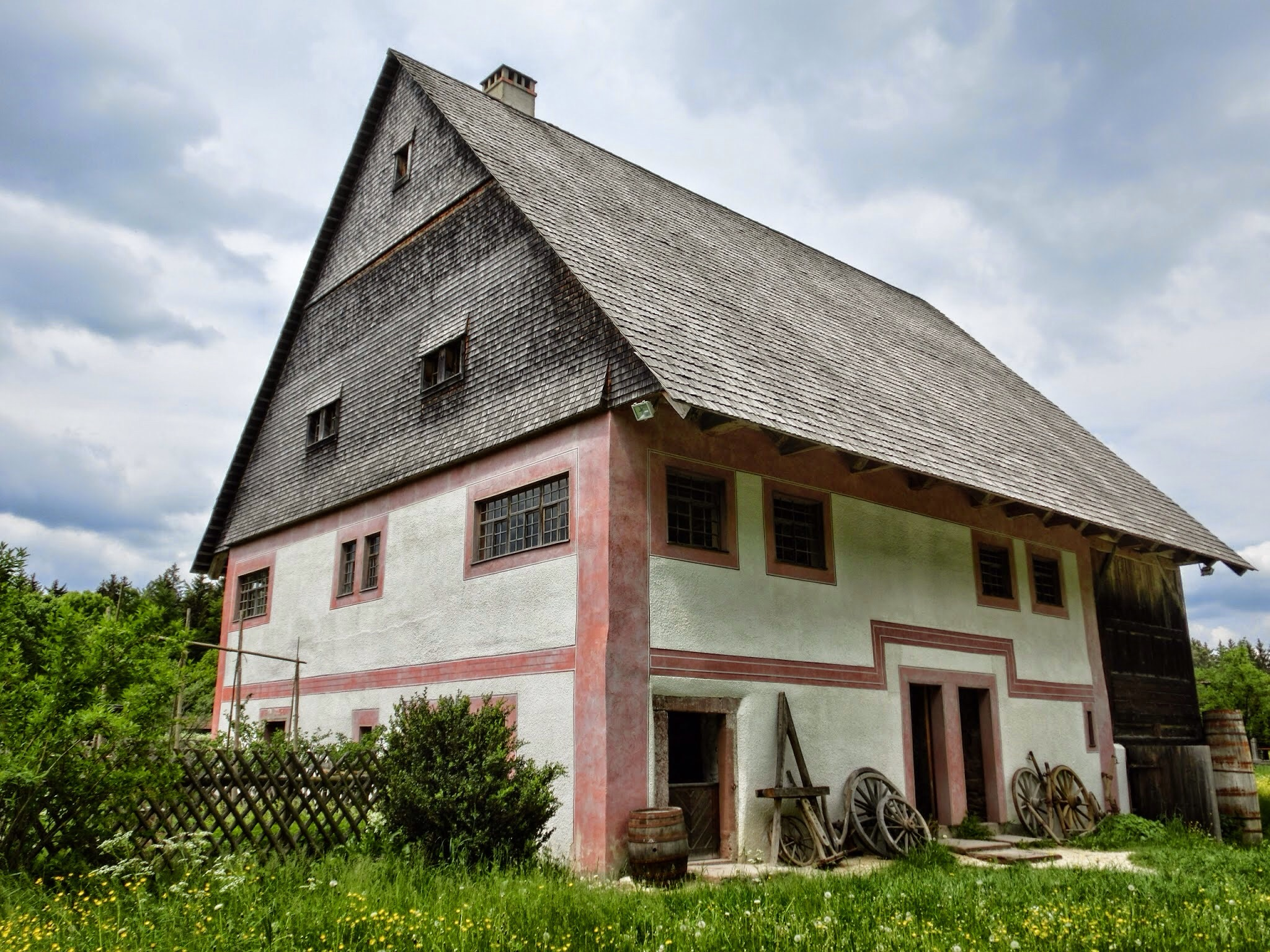
Bauernhaus aus Mariazell im Freilichtmuseum Neuhausen ob Eck

Mariazell – der Ort ist erst spätmittelalterlich bezeugt – soll 1275 als Cella Mariae (Zelle der Maria) eine Gründung des Klosters Reichenau gewesen sein. Das Alter des Ortes bleibt neben seiner frühen Geschichte indes weitgehend unklar. 1444 ist Mariazell, damals ein „Städtchen“, in den zu dieser Zeit recht häufigen Fehden zwischen Reichsstädten und Adelsfamilien zerstört worden. Mariazell brannte 1507 ab, wurde 1633 wieder ein Raub der Flammen und 1704 erneut durch ein Feuer zerstört. Doch hat der Ort offensichtlich seine zentrale Funktion bewahren können. Letztere wird noch heute symbolisiert durch die mächtige Pfarrkirche mit dem ebenso mächtigen Kirchturm.
Einen relativen Anhaltspunkt für das Alter Mariazells geben Markuskirche und Kirchturm im Zentrum des Ortes. Gerade der mächtige Kirchturm mit seiner „materiellen Ursprünglichkeit“ ist beeindruckend. An ihm lassen sich die zeitlichen Schichten Mariazeller Geschichte zwischen Romanik und Renaissance ablesen. Die zwei unteren Turmgeschosse – kaum gegliedert – sind spätromanischen Ursprungs, gebaut aus Buntsandstein und mitunter mit Steinmetzzeichen versehen. Den Abschluss diesen unteren Turmteils bilden vier Wasserspeier, platziert an jeder der vier Ecken, die die Kanten des Unterteils des Turmes nach oben hin abschließen und den Übergang zum achteckigen Mittelbau einleiten. Diese im gotischen Stil erbauten zwei achteckigen Stockwerke enthalten zweimal acht gotische Maßwerkfenster. Den Turm krönt eine Steinkuppel, deren Rundung mit seinen acht Graten den achteckigen Mittelbau des Turmes aufnimmt. Mittelteil und Kuppel sind mit den Jahreszahlen 1609 bzw. 1608 versehen sowie mit den Initialen eines Baumeisters VR.
Neben dem Turm ist das Langschiff der einschiffigen Kirche zu beachten, das in einen Turmchor mündet. Den Untergeschossen des Turms entsprechend stammt der Chor aus spätromanischer Zeit und ist mit einem Kreuzrippengewölbe versehen. Im Nebenraum der (heutigen) Taufkapelle hat sich ein spätgotisches Netzgewölbe auf romanischen Kurzsäulen erhalten. In der Kirche sind die gotischen Figuren einer stehenden Muttergottes und der heiligen Katharina zu sehen, frühbarock ist die Kreuzigungsgruppe an der Stirnwand im Chor; aus dem Jahr 1706 stammt der Taufstein, aus der Zeit um 1780 die Statue des Johannes Nepomuk. An der Außenwand der heutigen Sakristei ist schließlich ein mehr antik als christlich wirkender Männerkopf zu finden.
Ein um 1606 erbautes Bauernhaus aus Mariazell wurde in den Jahren 1993–1998 ab- und im Freilichtmuseum Neuhausen ob Eck wieder aufgebaut. Kurz vor Abschluss der Arbeiten brannte das Gebäude nieder. Es wurde 2001 originalgetreu rekonstruiert.
Bis zur Mediatisierung gehörte Mariazell zur Herrschaft Schramberg, die seit 1583 ein Bestandteil von Vorderösterreich war.
Mariazell kam 1806 zum Königreich Württemberg und wurde 1810 dem Oberamt Oberndorf zugeordnet. Die Verwaltungsreform vom 25. April 1938 führte zur Zugehörigkeit zum Landkreis Rottweil.
Nach dem Zweiten Weltkrieg fielen Mariazell und Locherhof in die Französische Besatzungszone und kamen somit zum neu gegründeten Land Württemberg-Hohenzollern, welches 1952 im Land Baden-Württemberg aufging.

## Politik

### Gemeinderat
Der Gemeinderat in Eschbronn besteht aus den gewählten 10 ehrenamtlichen Gemeinderäten und dem Bürgermeister als Vorsitzendem. Der Bürgermeister ist im Gemeinderat stimmberechtigt. Bei der Kommunalwahl am 9. Juni 2024 wurde der Gemeinderat durch Mehrheitswahl gewählt. Mehrheitswahl findet statt, wenn kein oder nur ein Wahlvorschlag (Unabhängige Bürgervereinigung Eschbronn) eingereicht wurde. Die Bewerber mit den höchsten Stimmenzahlen sind dann gewählt. Die Wahlbeteiligung lag bei 69,35 %.
Bürgermeister

2013 wurde Franz Moser mit 81,4 % der Stimmen als Bürgermeister gewählt.
Partnerschaften

Eschbronn unterhält partnerschaftliche Beziehungen zu Le Tholonet in Frankreich.

## Medien
Eschbronn-Mariazell war Sitz des Lokalsenders Radio Neckarburg, der heute aus Rottweil sendet.

## Verkehrsanbindung
Eschbronn ist am einfachsten über die Autobahn A 81 Ausfahrt 34 – Rottweil Richtung Rottweil/Zimmern o. R./Schramberg/Dunningen erreichbar.
Mit öffentlichen Verkehrsmitteln ist Eschbronn über die Linie 7479 Schramberg -Sulgen – Eschbronn – Dunningen erreichbar.